# Internationale Telefonvorwahl
a

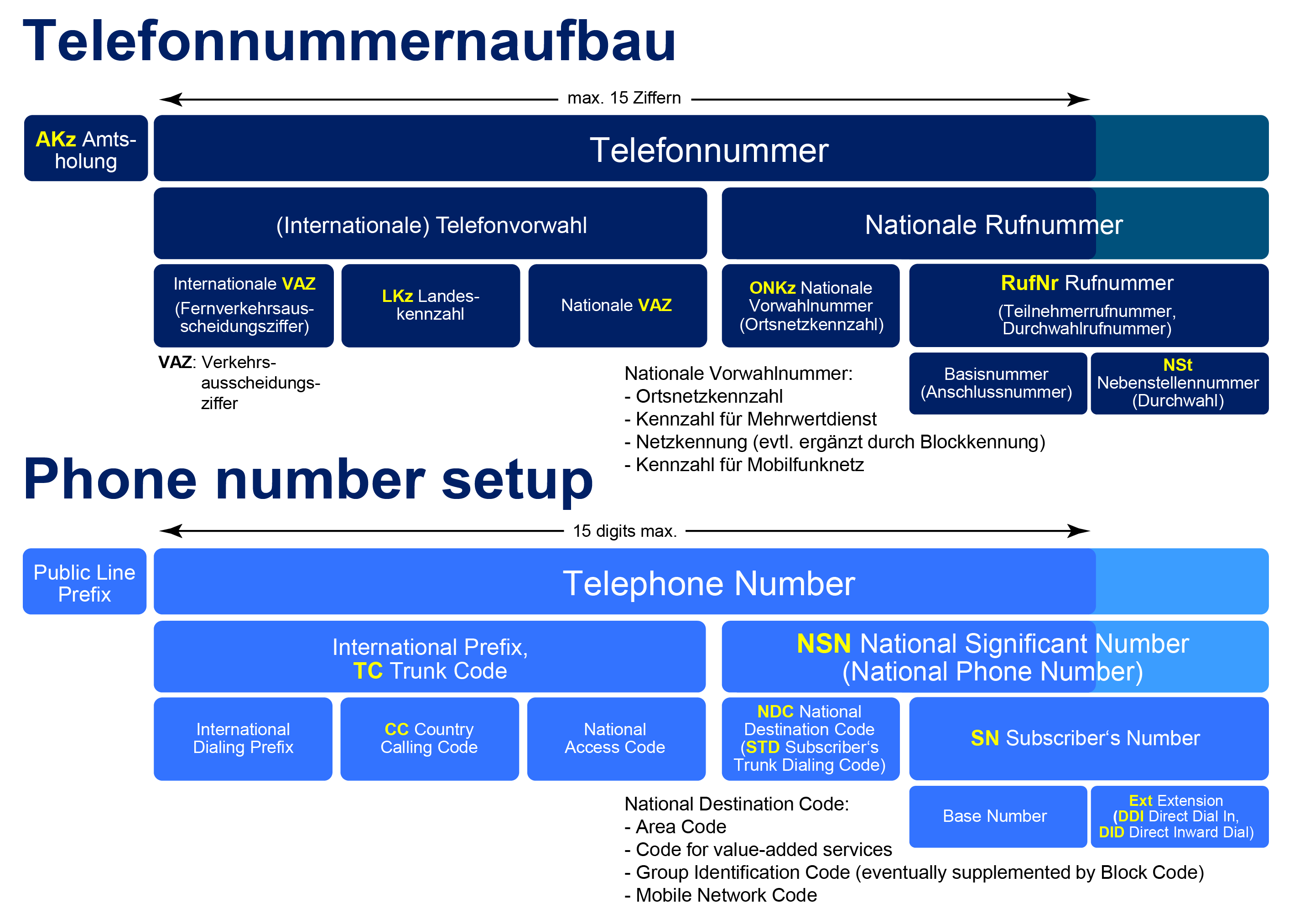
Die internationale Telefonvorwahl mit internationaler Verkehrsausscheidungsziffer und Landeskennzahl als Bestandteil der Telefonnummer

Internationale Telefonvorwahlen:
Zone 1 (Teile Nordamerikas)
Zone 2 (Afrika, Atlantikinseln und Inseln im Indischen Ozean)
Zone 3 (Teile Europas)
Zone 4 (Teile Europas)
Zone 5 (Mexiko, Zentralamerika und Südamerika)
Zone 6 (Südpazifik und Ozeanien)
Zone 7 (Russland, russisch besetzte Gebiete (Teile Georgiens und der Ukraine) und Kasachstan)
Zone 8 (Ostasien)
Zone 9 (West-, Zentral- und Südasien)

Internationale Telefonvorwahl bezeichnet umgangssprachlich die Landeskennzahl (Ländercode, englisch country code) bei internationalen Telefonnummern. Die Landeskennzahlen werden von der Internationalen Fernmeldeunion (ITU) in der Empfehlung E.164 festgelegt.
Im engeren Sinne ist eine internationale Telefonvorwahl die Folge von Ziffern, die ein Anrufer am Telefon wählt, um auf die logische Ebene eines anderen nationalen Telefonnetzes zu gelangen. Sie besteht aus zwei Teilen:
1. internationale Verkehrsausscheidungsziffer (VAZ) des eigenen Landes und
2. Landeskennzahl des Ziellandes.

## Internationale Verkehrsausscheidungsziffern
Die internationale Verkehrsausscheidungsziffer (VAZ) hängt von dem Land ab, in dem man sich befindet. Die ITU empfiehlt die „00“, wie sie in den meisten europäischen Ländern schon üblich ist.

### Beispiele
Zahlreiche Länder benutzen „00“ als internationale VAZ:
- „00 49“ international nach Deutschland
- „00 43“ international nach Österreich
- „00 41“ international in die Schweiz
- „00 32“ international nach Belgien

Andere internationale VAZ:
- „011 41“ aus den USA oder Kanada in die Schweiz
- „0011 49“ aus Australien nach Deutschland
- „119 49“ aus Kuba nach Deutschland
- „810 49“ aus Belarus, Georgien, Kasachstan, Moldau, Tadschikistan oder Usbekistan nach Deutschland

- „011“ aus den USA und Kanada (ergibt z. B. 011 41 von Kanada in die Schweiz)
- „0011“ aus Australien (ergibt z. B. 0011 49 von Australien nach Deutschland)
- „119“ aus Kuba (ergibt z. B. 0011 34 von Australien nach Spanien)
- „810“ aus Belarus, Georgien, Kasachstan, Moldau, Tadschikistan, Usbekistan
- „8XX“ aus Russland, wobei XX für eine Ziffernfolge steht, die der Netzbetreiber auswählt
- „0XX“ aus Singapur, wobei XX für eine Ziffernfolge steht, die der Netzbetreiber auswählt (wobei auch der Call-by-Call-Anbieter dies festlegen kann)

### Platzhalter + für die jeweilige VAZ
In allen gängigen Mobilfunknetzen, aber teilweise auch in digitalen Festnetzen (VoIP), kann weltweit statt der internationalen VAZ auch „+“ eingegeben werden. Damit setzt das Gerät die im jeweiligen Netz (wo das Gerät eingebucht ist) anzuwendende internationale VAZ automatisch ein.
- „+49“ international nach Deutschland
- „+43“ international nach Österreich
- „+41“ international in die Schweiz
- „+61“ international nach Australien
- „+1“ international nach Nordamerika

Insbesondere auf Mobilgeräten wird empfohlen, statt der jeweiligen VAZ stattdessen das "+"-Zeichen zu schreiben – damit je nach Standort oder Netzeinbuchung nicht eine falsche VAZ gewählt wird.